# Alcy Araújo
Alcy Araújo Cavalcante (Igarapé-Açu, 7 de janeiro de 1924 - Macapá, 22 de abril de 1989) foi um poeta brasileiro.
Aprendeu marcenaria na Escola de Aprendizes Artífices de Belém (Pará). Trocou a atividade manual pelo jornalismo em 1941, trabalhando nos jornais Folha do Norte, O Liberal, O Imparcial e O Estado do Pará.
Em 1953 mudou-se para Macapá, onde atuou como redator no gabinete do governador Janary Nunes. Ocupou diversos cargos na administração do Amapá, como chefe de Gabinete do Governador, diretor da Imprensa Oficial da Rádio Difusora. Seus primeiros poemas foram publicados na antologia Modernos Poetas do Amapá, em 1960. Na época do regime militar, publicou artigos nos jornais assinando com pseudônimos para escapar da censura.
Seu nome foi dado à primeira biblioteca pública municipal de Macapá, inaugurada em 2013.

## Obras
- Autogeografia (1965)
- Poemas do Homem do Cais (1983)
- Jardim Clonal (1997)